# Отту (інструмент)
Отту, також оттер — це індійський духовий інструмент з подвійною тростиною, що використовується в карнатичній музиці Південної Індії як дроновий акомпанемент до подібного за конструкцією надасвараму.
Як і надасварам, отту має велику конічну форму та завдовжки приблизно два з половиною фути (близько 75 см). Завдяки подібності у розмірах і формі, інструмент має потужне та резонансне звучання. Отту відіграє важливу роль у класичній музиці Південної Індії, особливо під час храмових ритуалів і церемоній, де він супроводжує надасварам. Його будова спеціально розроблена для створення глибокого, безперервного дрону, що гармонійно доповнює мелодійну лінію надасвараму.
На відміну від надасвараму, отту не має аплікатурних отворів і призначений для відтворення лише одного, постійного тону під час гри. Ця особливість відрізняє його від надасвараму, який має отвори для гри на різних нотах. На корпусі отту розміщені кілька невеликих настройкових отворів, які можуть бути закриті воском для точного налаштування висоти звуку. Такий підхід дозволяє адаптувати тон інструмента до основної мелодії, забезпечуючи стійкий дрон, що підтримує музичну гармонію ансамблю.
У деяких випадках отту замінюють шруті-боксом — компактним язичковим інструментом, який створює стабільний дрон і не потребує постійного підналаштування. Завдяки своїй надійності та зручності в користуванні, шруті-бокс є популярною альтернативою в ситуаціях, де необхідна безперервна та точна основа звучання. Під час виконання отту тримають у лівій руці, підтримуючи безперервне звучання за допомогою носового дихання. Правою рукою музикант одночасно може грати на барабані, який кріпиться на поясі.